# Gallneukirchen
Gallneukirchen ist eine Stadtgemeinde im Unteren Mühlviertel im Bezirk Urfahr-Umgebung.

## Geografie
Das Ortszentrum von Gallneukirchen liegt 14 Kilometer nordöstlich der Landeshauptstadt Linz im Unteren Mühlviertel in einer weitläufigen Talsenke, dem Gallneukirchner Becken.
Mit einer Fläche von 5,19 Quadratkilometern und 6747 Einwohnern (Stand 1. Jänner 2025) ist Gallneukirchen flächenmäßig die kleinste und bezogen auf die Einwohneranzahl die zweitgrößte Gemeinde des Bezirks.
Das Gemeindegebiet bedeckt eine Fläche von 5,19 Quadratkilometern. Die größte Ausdehnung in Ost-West-Richtung beträgt 3 und in Nord-Süd-Richtung 2,9 Kilometer.
Die höchste Erhebung befindet sich nördlich des Ortszentrums in der Nähe von Punzenberg auf rund 456 m ü. A. und der tiefste an der Großen Gusen nächst der Grenze zur Nachbargemeinde Engerwitzdorf (Ortsteil Schweinbach) auf rund 333 m ü. A. Das Zentrum Gallneukirchens liegt auf 337 m ü. A.

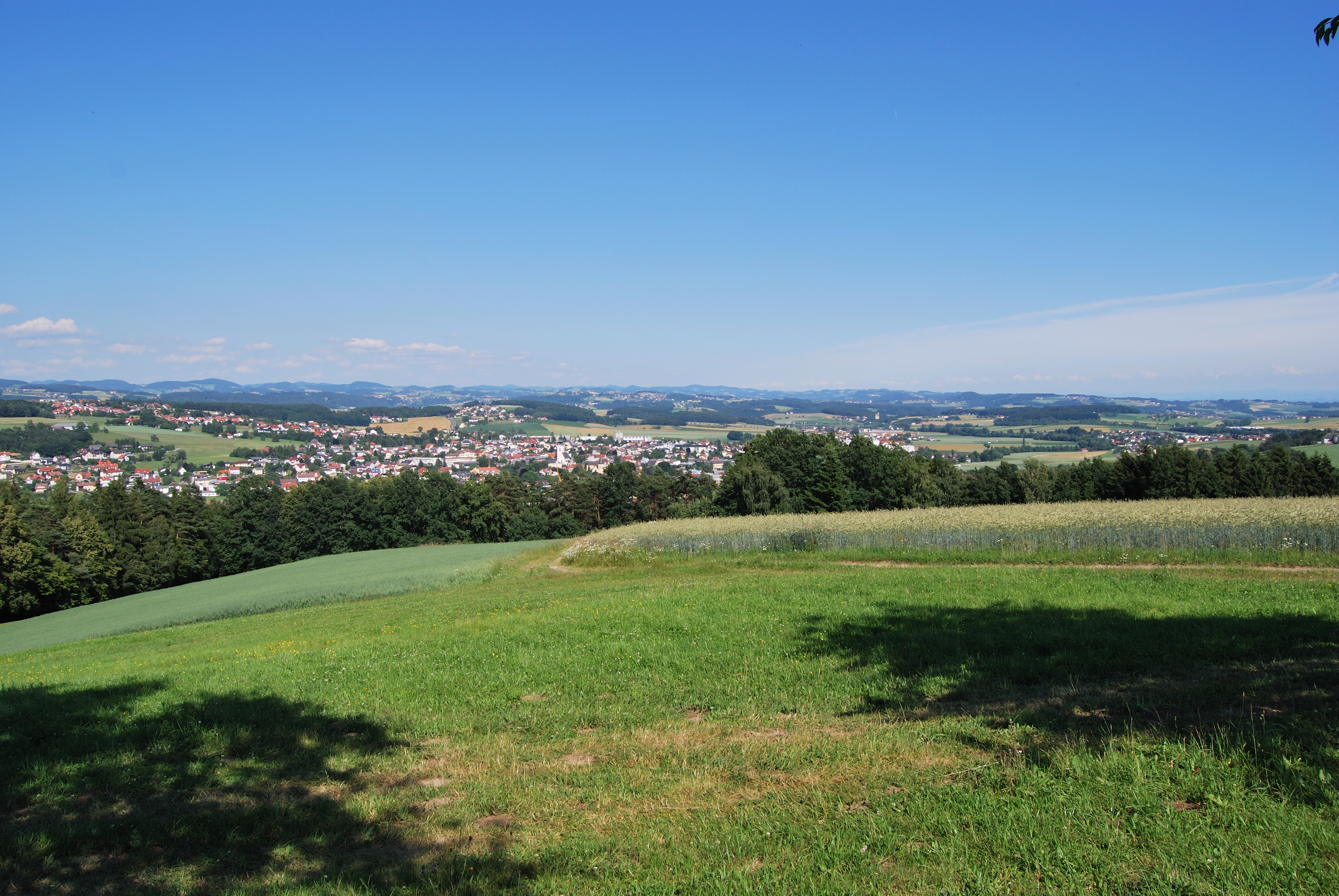
Landschaft um Gallneukirchen

Gallneukirchen gehört zum Granit- und Gneisplateau, dem österreichischen Anteil der Böhmischen Masse. Aus geologischer und geomorphologischer Sicht sowie unter Aspekten der Raumnutzung gehört der nördliche Teil des Gemeindegebietes zur oberösterreichischen Raumeinheit Zentralmühlviertler Hochland, während der südliche Teil in die Raumeinheit Südliche Mühlviertler Randlagen fällt.
Im Norden des Gemeindegebietes besteht der Untergrund aus Engerwitzdorfer Granit und Migmagranit. Der Anteil am Gallneukirchner Becken im südlichen Teil des Gemeindegebietes besteht aus tertiären Ablagerungen auf Mauthausner Granit. Die Ablagerungen bildeten zum größten Teil Schlier und im Übrigen Sande. Entlang der Fließgewässer finden sich Alluvionen, wo zahlreiche Fossilien gefunden wurden.
Die Große Gusen durchfließt das Gemeindegebiet von Nord nach Süd in Richtung Donau. Im Gemeindegebiet mündet der Mirellenbach in die Gusen. Namhafte Stillgewässer sind auf Grund der kleinen Gemeindefläche nicht vorhanden.

### Gemeindegliederung

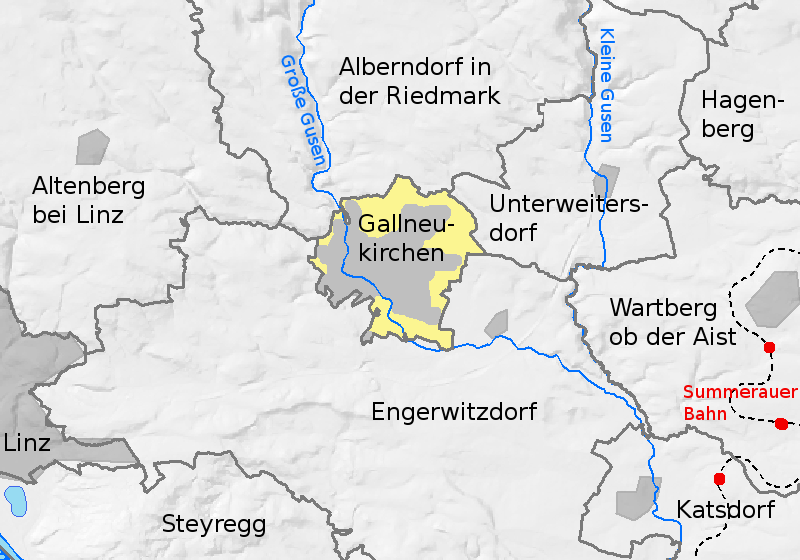
Stadtgliederung und Nachbargemeinden

Der ehemalige Markt Gallneukirchen ist jeweils mit denselben Grenzen seit 1784 Katastralgemeinde und seit 2001 Stadtgemeinde mit dem Ortsteil Gallneukirchen.
Die Verteilung der Flächennutzung zeigt, dass die land- und forstwirtschaftlichen Nutzflächen 75 % und Gärten 13,5 % der Gemeindefläche ausmachen.
Die Gemeinde liegt im Gerichtsbezirk Urfahr.

### Nachbargemeinden
|               | Alberndorf in der Riedmark                  |                        |
|               | Kompassrose, die auf Nachbargemeinden zeigt | Unterweitersdorf (FFR) |
| Engerwitzdorf |                                             |                        |

Im Westen und Süden ist Gallneukirchen mit den Ortsteilen Linzerberg, Klaus, Schweinbach und Simling der Nachbargemeinde Engerwitzdorf zusammengewachsen.

### Klima
Die nächstgelegenen staatlichen Klimastationen befinden sich in Reichenau (685 m ü. A.), Allerheiligen (542 m ü. A.) und Linz (263 m ü. A.). Deren Daten bilden die Grundlage für die Beschreibungen des Klimas in den zwei für Gallneukirchen relevanten Raumeinheiten. Das Gemeindegebiet von Gallneukirchen zählt auf Grund der Beckenlage zu den klimatisch begünstigten Lagen Oberösterreichs. Durch die Südexposition des Beckens ist das Klima mild und das Jahresmittel liegt zwischen acht und neun Grad Celsius, weist somit starke Ähnlichkeiten zum Klima im Linzer Raum oder im Machland auf.
Kühlster Monat ist der Jänner mit mittleren Temperaturen von −1,5 bis −2,1 °C und wärmster der Juli mit einem Temperaturmittel zwischen 17,7 und 18,8 °C. Die Niederschläge liegen im Gallneukirchner Becken zwischen 700 und 800 mm pro Jahr und es ist somit der trockenste Bereich der Raumeinheit Südliche Mühlviertler Randlagen. Durch die für das Mühlviertel hohen Temperaturen ist im Winter die Gesamtschneedecke gering und durchgehende Schneedecken sind die Ausnahme. Winde kommen am häufigsten aus dem Westen, am zweithäufigsten aus dem Südosten.

## Geschichte

### Ortsgeschichte

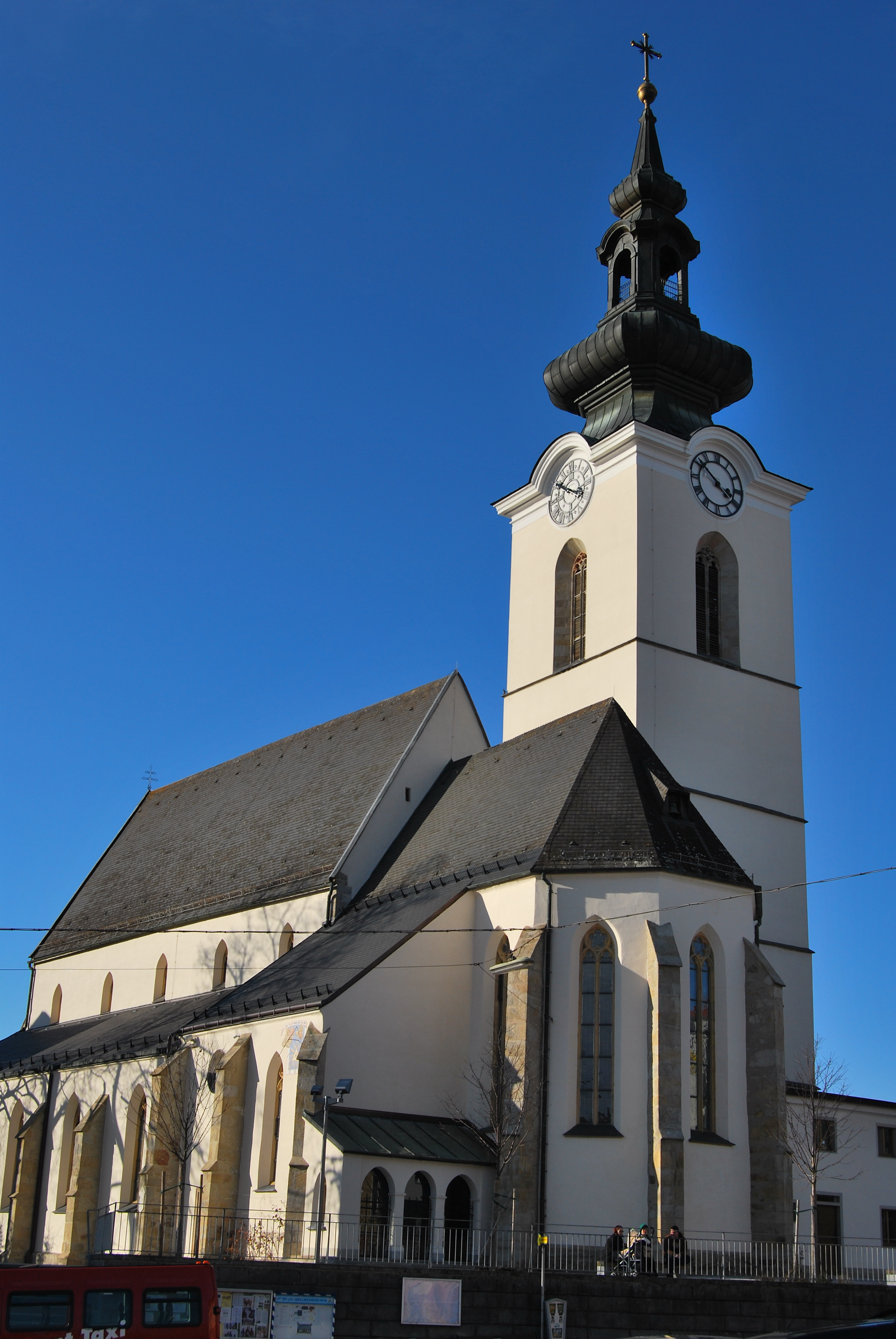
Die Stadtpfarrkirche Gallneukirchen, Ansicht aus Südost

Im Tertiär war das heutige Gemeindegebiet vom Meer bedeckt. In der jüngeren Steinzeit siedelten Menschen an den Abhängen zum Gallneukirchner Becken, wovon zahlreiche Funde von Flach- und Steinbeilen zeugen. Eine Grabhügelanlage mit 4 Gräbern aus der ausgehenden Bronzezeit wurde östlich des Zentrums in Tumbach freigelegt.
Die ab 1832 durch Gallneukirchen führende Pferdeeisenbahn Budweis–Linz–Gmunden bewirkte einen wirtschaftlichen Aufschwung des Ortes. 1873 wurde der Vorläuferverein des heutigen evangelischen Diakoniewerks gegründet. Die Lage im sogenannten „Speckgürtel“ von Linz bewirkt seit den 1960er-Jahren einen starken Bevölkerungszuwachs. Auf Grund der steigenden Bedeutung des Marktes erfolgte 2001 die Erhebung zur Stadt. Der Slogan der Stadt lautet „Stadt erleben, Land genießen“.
Vermutlich bestand bereits im 9. Jahrhundert eine Pfarre in Gallneukirchen, die sich bereits damals von der Mutterpfarre Linz gelöst hatte und somit eine der ältesten Pfarren des heutigen Mühlviertels ist. Die Kirche ist dem Heiligen Gallus geweiht, der um 640 nach Christus gestorben ist und wurde erstmals 1180 erwähnt. Eine bereits ins Jahr 1125 datierte Urkunde verwendet den Ortsnamen Novenkirchen. 1145 wurde der Vorgängerbau des heutigen Schlosses Riedegg von Gottschalk von Haunsperg errichtet, der die Lehenshoheit über den Ort hatte. Die Lehenshoheit ging 1211 mit dem Erwerb von Riedegg an das Bistum Passau und wurde von diesem bis 1411 ausgeübt. Das Bistum bestellte die Pfarrer und Marktrichter des Ortes. Um 1260 erhielt der Ort das Marktrecht, das unter anderem 1510 bestätigt wurde und seit 1356 wird der heutige Ortsname Gallneukirchen verwendet.
Die Lage an einem wichtigen Handelsweg von Linz über Freistadt nach Böhmen war die Grundlage des Wohlstandes und der Existenz der Marktbewohner.
1411 ging die Lehenshoheit um 5000 Pfund Wiener Pfennige an die Brüder Caspar und Gundakar von Starhemberg auf Burg Wildberg, deren Nachkommen die Burg Riedegg 1539 zu einem Schloss umbauen ließen.
Im 15. Jahrhundert wurde die Pfarrkirche auf die heutige Größe ausgebaut. Im 16. Jahrhundert bekannten sich die meisten Gallneukirchner zum protestantischen Glauben. Nachdem 1562 unter Rüdiger von Starhemberg der neue Glaube offiziell worden war, blieb der Ort bis zur Gegenreformation protestantisch. Im Zuge der Bauernkriege brannte 1622 der Markt, wobei viele Häuser in Mitleidenschaft gezogen wurden.
Während der Napoleonischen Kriege war der Ort mehrfach besetzt und ist seither wieder bei Oberösterreich. Von 1832 bis 1872 transportierte die Pferdeeisenbahn Güter und Personen durch Gallneukirchen. Die Bahnstation war Oberndorf. Ein kurzes Teilstück der Trasse kann in der Nähe des Mirellenbachs besichtigt werden.
1810 entstand eine Erweckungsbewegung durch den katholischen Pfarrer Martin Boos. Dessen Anhänger, die Boosianer, wurden als Ketzer aus der Kirche ausgeschlossen. Mit Jahresbeginn 1873 erfolgte von den Boosianern die Gründung des Vereins für Innere Mission, aus dem das heutige evangelische Diakoniewerk hervorgegangen ist.
1905 wurde die evangelische Pfarrkirche errichtet. 1933 erwarb ein Engländer das Schloss Riedegg von den Starhembergern, bevor es 1936 die Mariannhiller Missionare erwarben.
Nach dem Anschluss Österreichs an das Deutsche Reich am 13. März 1938 wurde Oberösterreich zum Gau Oberdonau. Anfang Mai 1945 erreichten amerikanische Panzer den Markt. Ab 1. Juli 1945 besetzte die Rote Armee Gallneukirchen und der Ort gehörte bis 1955 zur sowjetischen Besatzungszone. Seit dem Ende des Zweiten Weltkriegs nahm der Ort einen beträchtlichen Aufschwung, wozu insbesondere der Anschluss an die Mühlkreis Autobahn in den 1970er Jahren beitrug.
1985 wurde die Gemeinde eine Europagemeinde und seit 1992 besteht eine Partnerschaft mit Northeim in Niedersachsen.
Am 5. März 2001 wurde Gallneukirchen von der Oberösterreichischen Landesregierung zur Stadt erhoben.

### Bevölkerungsentwicklung
Um 1545 wurden im Urbar Riedegg 87 Häuser im Amt Gallneukirchen erwähnt. 1846 wurde die Anzahl der Einwohner mit 1467 angegeben.
Im Jahr 1869 wohnten im Gemeindegebiet 1509 Menschen. Bis 1961 stieg die Einwohnerzahl stetig auf 2741. In den 1960er Jahren begann ein beträchtlicher Bevölkerungszuwachs, der auf die Lage im Speckgürtel von Linz zurückzuführen ist. Die Einwohnerzahl im Bezirksvergleich überdurchschnittlich. Bei der Volkszählung 2001 hatte Gallneukirchen 5915 Einwohner und 2006 wurden bereits 6309 Einwohner verzeichnet. Durch neuerlichen kontinuierlichen Zuzug können 2020 bereits 6.574 Hauptwohnsitze gezählt werden. Bezogen auf die Einwohneranzahl ist Gallneukirchen die drittgrößte der acht Städte des Mühlviertels nach Perg und Freistadt.
Bei der Volkszählung 2001 betrug der Anteil der Einwohner, die 60 Jahre und älter waren 14,4 %, während 20 % unter 15 Jahre alt waren. Der Anteil der weiblichen Bevölkerung lag bei 51 %.
Von den 4730 Bewohnern Gallneukirchens, die 2001 älter als 15 Jahre waren, hatten 10,9 % eine Universität, Fachhochschule oder Akademie abgeschlossen und 14 % eine Matura absolviert. 45,4 % verfügten über einen Lehrabschluss oder den Abschluss einer berufsbildenden mittleren Schule. 29,7 % der betreffenden Bevölkerungsgruppe hatten die Pflichtschule als höchsten Abschluss.

### Sprachen
Der deutsche Dialekt, der im Raum Gallneukirchen sowie im größten Teil Oberösterreich allgemein gesprochen wird, ist das Ostmittelbairische. 97,4 % der Gallneukirchner gaben 2001 Deutsch als Umgangssprache an. 0,5 % sprachen kroatisch und 0,4 % türkisch, der Rest andere Sprachen.
Der Anteil der Gallneukirchner mit ausländischer Staatsbürgerschaft lag 2001 mit 4 % unter dem Durchschnitt Oberösterreichs. Dabei hatten 0,9 % der Gallneukirchner Bevölkerung eine Staatsbürgerschaft aus Bosnien und Herzegowina, 0,6 % eine aus der Türkei und 2,5 % aus anderen Ländern der Welt. Insgesamt waren 2001 etwa 6,4 % der Gallneukirchner im Ausland geboren.

### Religion
Bei der Volkszählung 2001 haben 4860 Personen (82,2 %) römisch-katholisch als Religionsbekenntnis angegeben, 312 (5,3 %) evangelisch, 131 (2,2 %) islamisch, 20 (0,3 %) orthodox und 125 sonstige Glaubensrichtungen. 467 (7,9 %) Gallneukirchner haben sich zu keiner Religion bekannt.
Die römisch-katholische Pfarre Gallneukirchen gehört zum Dekanat Gallneukirchen und umfasst auch Gebietsteile in den benachbarten politischen Gemeinden. Mit über 11.500 Katholiken ist die Pfarre die größte im Mühlviertel. Die Mitglieder der evangelischen Kirche gehören zur evangelischen Pfarrgemeinde Gallneukirchen, die im mittleren und nordöstlichen Mühlviertel über 1300 Gläubige umfasst.
Seit 2013 gibt es die „Christen-Gemeinde in Gallneukirchen“, die sich die Einheit aller Christen der Region zum Ziel gesetzt hat, die Jesus Christus im Zentrum ihres Lebens haben.

## Kultur und Sehenswürdigkeiten

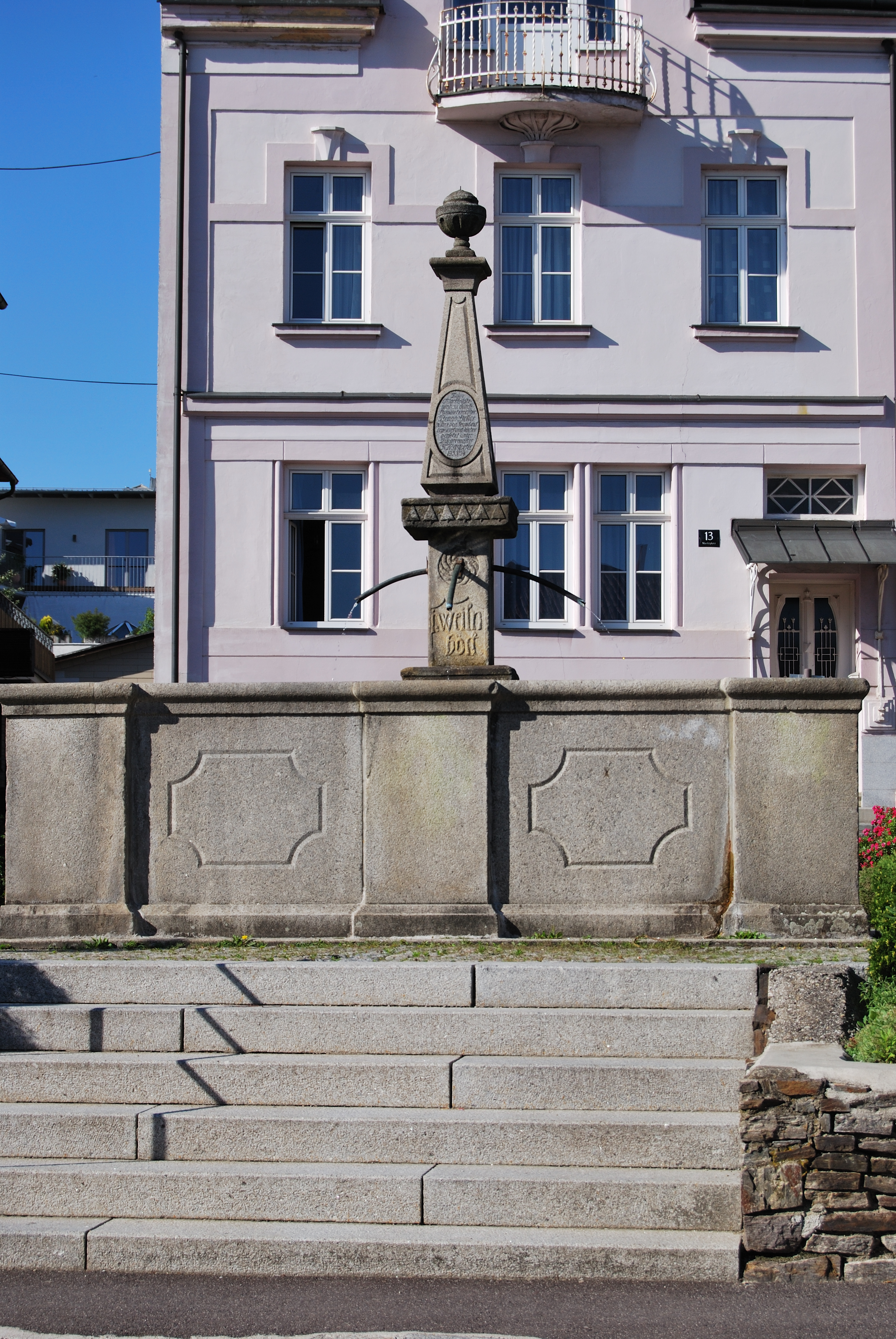
Der Brunnen am Marktplatz

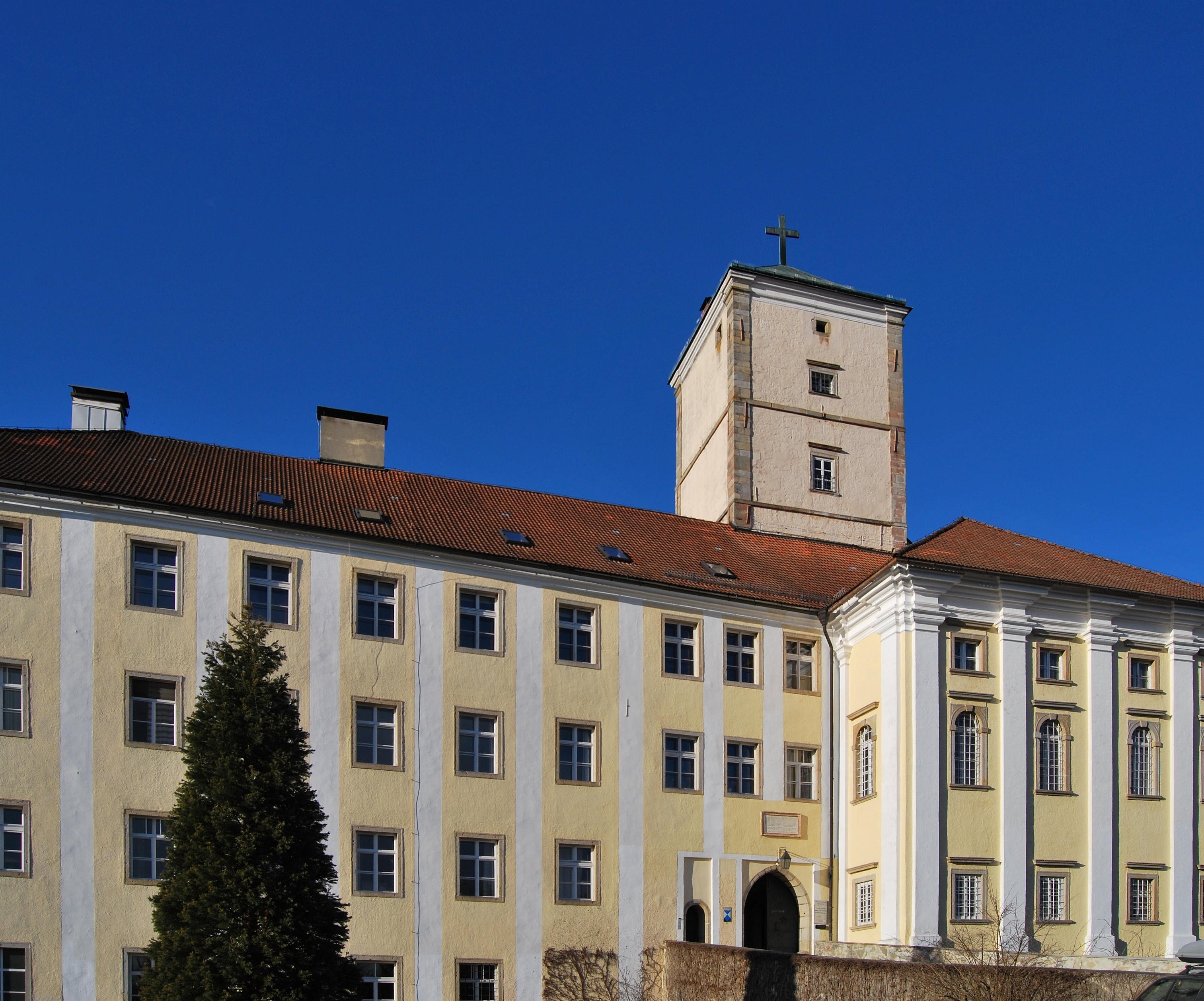
Schloss Riedegg Südansicht

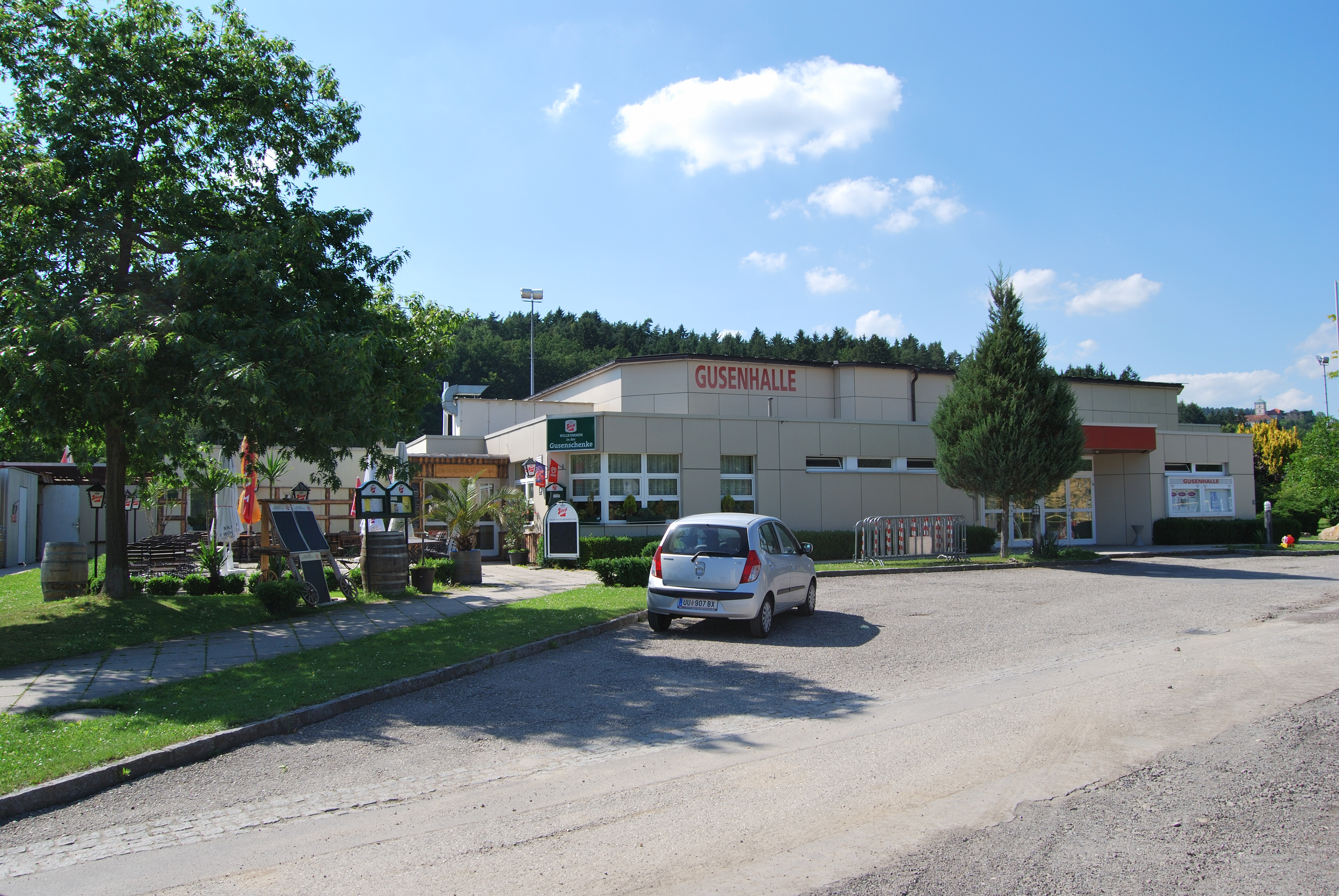
Gusenhalle

- Die katholische Stadtpfarrkirche Gallneukirchen besteht vermutlich seit dem 9. Jahrhundert und ist dem Heiligen Gallus geweiht. Die heutige Größe wurde durch einen Umbau im 14. Jahrhundert erreicht, die Einrichtung stammt überwiegend aus dem Jahr 1770.
- Die evangelische Christuskirche wurde zwischen 1904 und 1905 für die evangelische Christusgemeinde Gallneukirchen errichtet, deren Einzugsgebiet den östlichen Bereich des Bezirks Urfahr-Umgebung und den gesamten Bezirk Freistadt umfasst. Die letzte Renovierung des neugotischen Baus erfolgte 1997.
- Das Schloss Riedegg ist eine Schlossanlage in der Nachbargemeinde Alberndorf in der Riedmark im Gusental nächst der Gemeindegrenze zu Gallneukirchen. Das Schloss wurde 1150 als Burg erwähnt und im 17. Jahrhundert zum heutigen Schloss umgebaut. Es befindet sich seit 1936 im Besitz der Missionare von Mariannhill, die es zu einem Bildungshaus ausgebaut haben. Zwischen 1145 und 1848 befand sich Gallneukirchen unter der Herrschaft Riedegg, die wesentlichen Einfluss auf die Marktgeschichte hatte. Das Schloss beherbergt heute eine Marienkapelle und ein Museum. In Schloss Riedegg befindet sich das einzige Afrikamuseum des Mühlviertels mit einer bemerkenswerten ethnographischen Sammlung. Es zeigt die Geschichte und Kultur dieses Kontinents, vor allem aus dem Transvaal und dem Freistaat Oranje.
- In Gallneukirchen erinnert das Franzosenkreuz an der Kreuzung des Weges von Gallneukirchen nach Hellmonsödt mit dem aus Norden von Reichenau kommenden Weg an die im Jahr 1742 gefallenen französischen Soldaten und ein weiteres Mahnmal an die Geschehnisse der „Mühlviertler Hasenjagd“ gegen Ende des Zweiten Weltkriegs.
- Das Heimathaus zeigt in erster Linie die ehemaligen handwerklichen Tätigkeiten der Region. Die urgeschichtliche Sammlung von Josef Kneidinger und die Darstellung der Geschichte der Pferdeeisenbahn runden die Ausstellung ab.
- Die Gusenhalle ist das größte Veranstaltungszentrum der Region und bietet Platz für bis zu 500 Personen. Die Halle wird für zahlreiche Veranstaltungen wie Bälle, Konzerte und Messen genutzt.

## Wirtschaft und Infrastruktur
Gallneukirchen ist eines der wirtschaftlichen Zentren des Bezirks. Die Anzahl der Arbeitsstätten stieg zwischen den beiden letzten Volkszählungen 1991 und 2001 um 56,8 % auf 254. Die Anzahl der Arbeitsplätze erhöhte sich im selben Zeitraum um 41 % auf 2251.
Die Stadt bot 2001 für 1752 außerhalb der Gemeinde wohnende Personen Arbeitsplätze, während 2106 Gallneukirchner auswärts arbeiteten. Der größere Teil der Einpendler kommt aus dem Bezirk Freistadt, während der Großteil der Auspendler nach Linz pendelt.
2001 waren 0,6 % der in Gallneukirchen beschäftigten erwerbstätigen Personen in der Land- und Forstwirtschaft tätig. In Industrie und Bauwesen waren 2001 26 % beschäftigt. Der Anteil ist gegenüber 1991 leicht gestiegen, während der Anteil der in land- und forstwirtschaftlichen Betrieben tätigen Personen um rund 59 % gefallen ist. Der Dienstleistungsbereich wuchs ebenfalls stark, insbesondere der Bereich Unternehmensdienstleistungen nahm um mehr als 170 % zu. Der Bereich der Öffentlichen Verwaltung verzeichnete den stärksten Beschäftigtenrückgang.
Das mittlere Bruttoeinkommen der in Gallneukirchen arbeitenden Erwerbstätigen belief sich im Jahr 2006 auf monatlich 1539 Euro und lag damit deutlich unter dem oberösterreichischen Durchschnitt von 1779 Euro. Im Bezirksvergleich belegte der Bezirk Urfahr-Umgebung damit den 15. Rang von 18 Bezirken. Während die männlichen Angestellten 1839 Euro verdienten, kamen die Arbeiterinnen auf weniger als 1094 Euro.
Gallneukirchen ist Mitglied im Verein für regionale Entwicklung Gusental, dem vier weitere Gemeinden entlang der Gusen angehören. Die Gründung eines Interkommunalen Betriebsansiedlungsgebiets in Alberndorf ist gemeinsam mit einigen der Nachbargemeinden geplant.

### Verkehr

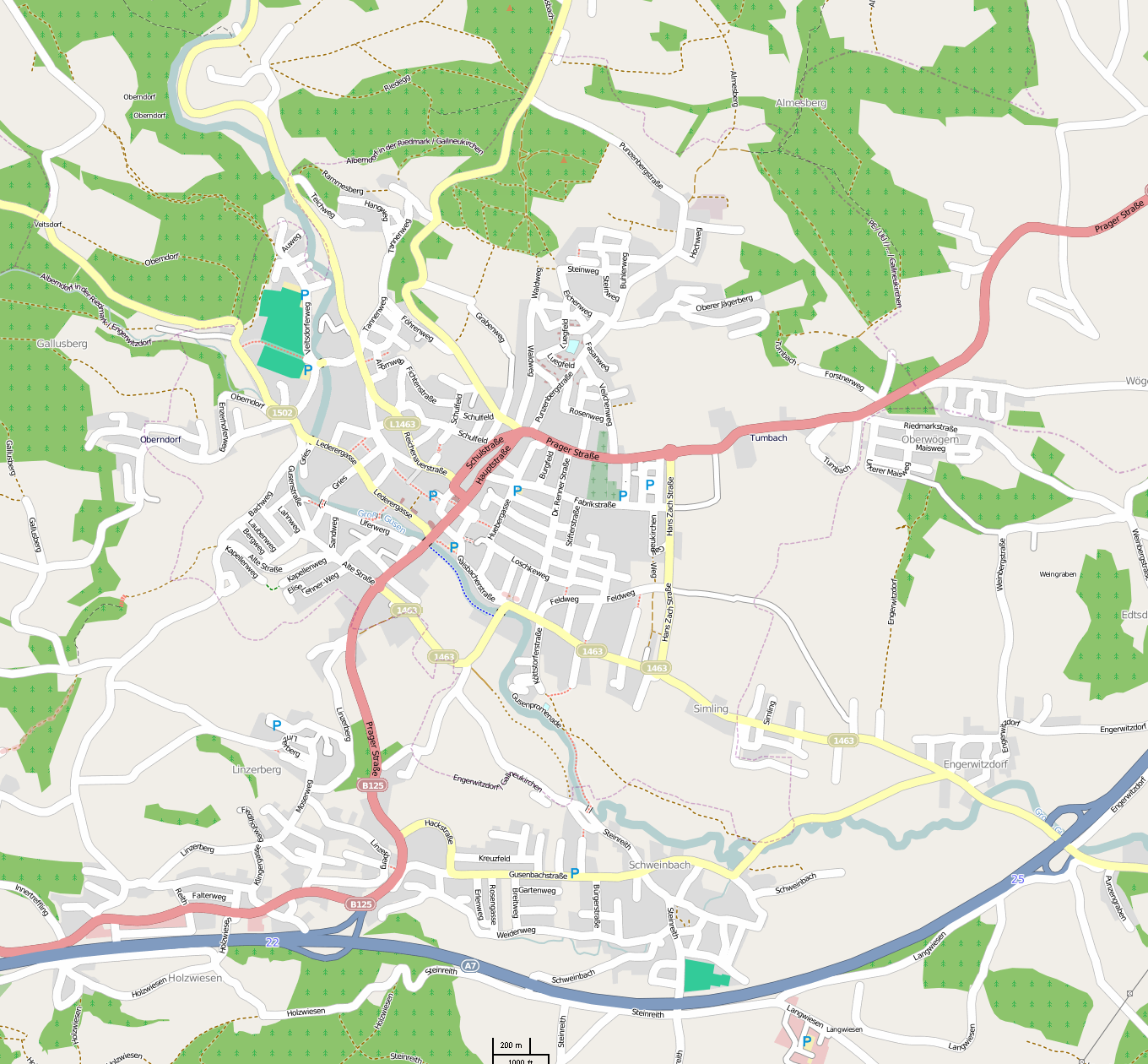
Straßenkarte von Gallneukirchen (OpenStreetMap)

Gallneukirchen ist nicht an das österreichische Eisenbahnnetz angeschlossen. Die nächsten Bahnhöfe befinden sich in Katsdorf an der Summerauer Bahn, rund 8 Kilometer vom Ortszentrum Gallneukirchens entfernt sowie in Linz an der Westbahn und der Pyhrnbahn, rund 16 Kilometer entfernt.
Im Rahmen des Oberösterreichischen Verkehrsverbundes ist Gallneukirchen durch Busverbindungen mit anderen Orten der Bezirke Urfahr-Umgebung und Freistadt sowie mit Linz verbunden. Da zahlreiche Buslinien in Richtung Linz durch das Ortszentrum fahren, ergibt sich morgens zur Hauptverkehrszeit ein durchschnittliches Intervall von fünf Minuten.
Die Nachbargemeinde Engerwitzdorf verfügt über zwei Autobahnanschlüsse an die Mühlkreis Autobahn (A 7), die zwei bis drei Kilometer vom Ortszentrum Gallneukirchens entfernt sind. Es sind dies die Anschlussstellen Gallneukirchen (22) und Engerwitzdorf (25). Durch Gallneukirchen führt die Prager Straße (B 125), eine Landesstraße mit Vorrang. Überdies verlaufen drei Landesstraßen durch das Gemeindegebiet, eine führt südöstlich von St. Georgen an der Gusen in Richtung Norden nach Reichenau (L1463), die anderen nordwestlich nach Altenberg (L1503) und nordöstlich nach Alberndorf (L1467).
Ein Anschluss an das System S-Bahn Oberösterreich befindet sich in der Planungsphase. Insbesondere wird überlegt, Gallneukirchen mit einer Stichstrecke an die künftige S7 anzuschließen.

### Land- und Forstwirtschaft
In Gallneukirchen bestanden 1999 25 land- und forstwirtschaftliche Betriebe, die eine Fläche von 386 Hektar bewirtschafteten. Davon waren 9 Haupterwerbsbetriebe mit 270 Hektar, 15 Nebenerwerbsbetriebe mit 109 Hektar und 1 Betrieb juristischer Personen mit 7 Hektar. Ein land- und forstwirtschaftlicher Betrieb in Gallneukirchen bewirtschaftet durchschnittlich 15,4 Hektar, wobei die Haupterwerbsbetriebe 30 Hektar und die Nebenerwerbsbetriebe 7,3 Hektar zu bearbeiten haben.
Wie überall auf Bezirks- und Bundeslandebene hat sich die Anzahl der Betriebe im Vergleich zum vorhergegangenen Erhebungszeitpunkt 1995 verringert, während die bewirtschafteten land- und forstwirtschaftlichen Flächen geringfügig um 0,5 % wuchsen. Die von Haupterwerbsbetrieben bewirtschafteten Flächen sind zu Lasten der Nebenerwerbsbetriebe um rund 15 % gestiegen. In Gallneukirchen waren 1999 74 Personen in land- und forstwirtschaftlichen Betrieben beschäftigt, davon 57 familieneigene Arbeitskräfte, von denen 5 vollbeschäftigt waren. 30 waren mit weniger als 25 % ihrer Arbeitszeit in der Landwirtschaft tätig, die übrigen 39 zwischen 25 und 99 %.

### Medien
Als regionale Wochenzeitungen erscheinen die Tips Urfahr-Umgebung und die BezirksRundSchau Urfahr-Umgebung.
Das Stadtblatt Gallneukirchen ist eine kommunale Bürgerzeitung und erscheint vier Mal jährlich.
Der gemeinnützige Verein Team Buntes Fernsehen mit Vereinssitz in Engerwitzdorf berichtet im Internet und im regionalen Kabelfernsehen von Veranstaltungen und Aktivitäten aus der Region.

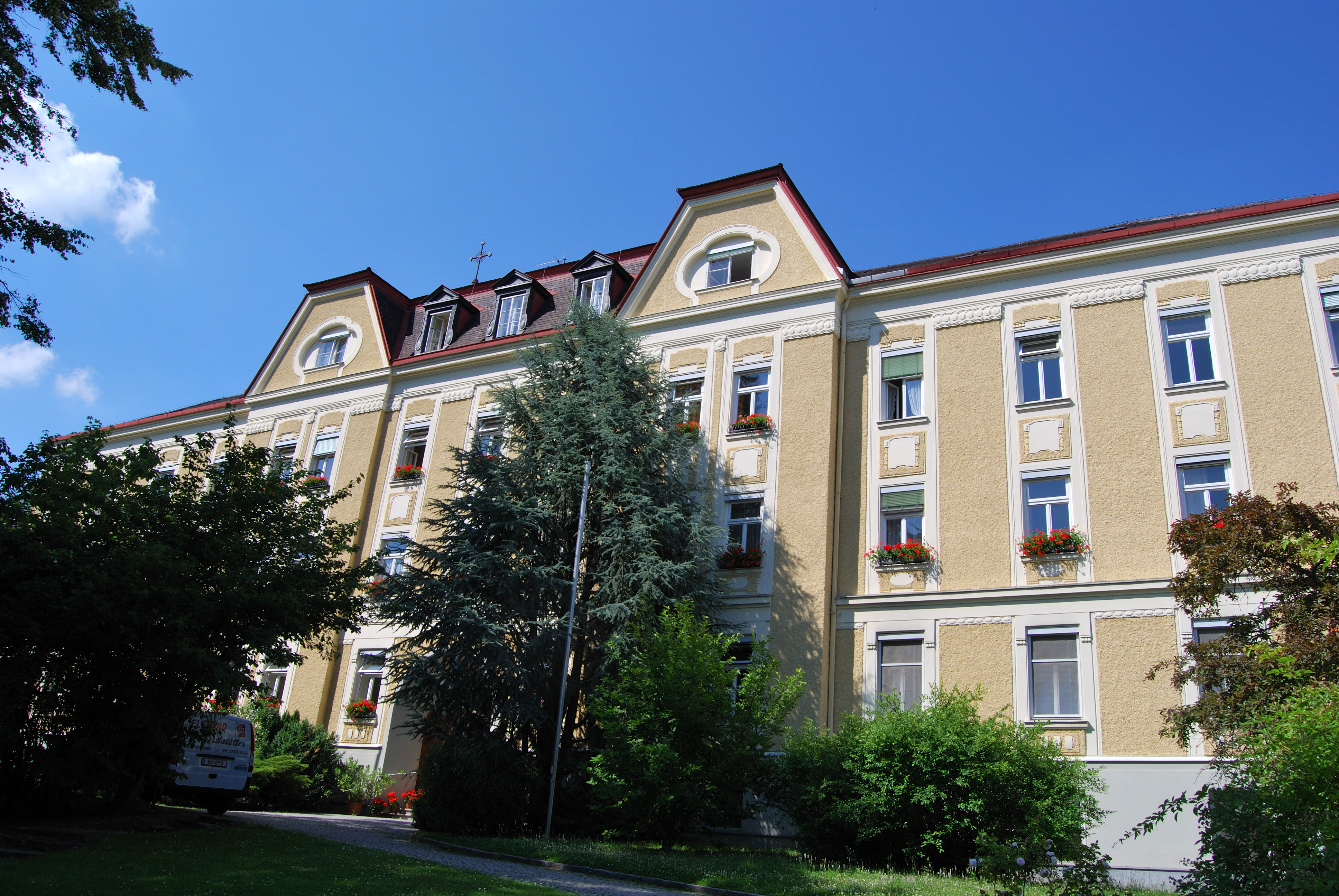
Evangelisches Diakoniewerk – Mutterhaus Bethanien

### Ansässige Unternehmen
Gallneukirchen ist Standort zahlreicher Fachgeschäfte und Dienstleistungsbetriebe. Die Stadt bietet Arbeitsplätze für zahlreiche Einpendler aus den benachbarten Gemeinden. Das seit 1877 bestehende evangelische Diakoniewerk ist der größte Arbeitgeber der Stadt und des Bezirks. Das Diakoniewerk in Gallneukirchen ist mit über 3800 Mitarbeitern die größte diakonische Einrichtung in ganz Österreich.

### Bildung
Gallneukirchen verfügt im Pflichtschulbereich über eine Volks- und eine Mittelschule. Beide Schulen sind im Schulzentrum Gallneukirchen untergebracht. Zusätzlich besteht die Martin Boos Schule, eine Landessonderschule für schwerstbehinderte Kinder mit integrativen Montessoriklassen.
Die Mittelschule Gallneukirchen veranstaltet jährlich Kreativtage und legt als digiTNMS Wert auf eine vertiefte digitale Grundbildung. So haben die Schüler die Möglichkeit, alle Module des ICDL abzulegen. Am 1. Februar 2011 bekam die Mittelschule Gallneukirchen das Zertifikat „OÖ Schule Innovativ“ des Landes Oberösterreich für hervorragende Leistungen im Bereich der Schulentwicklung und Profilschärfung verliehen. Die Mittelschule Gallneukirchen war auch die zweite Schule in Oberösterreich, die am 15. Oktober 2015 das Zertifikat „Respect@school“ der Kinder- und Jugendanwaltschaft Oberösterreich bekam. 2016 erhielt sie das Gütesiegel „Gesunde Schule OÖ“ für besondere Aktionen im Bereich Gesundheit, Bewegung und Stärkung der persönlichen und sozialen Kompetenz.
Für alle Pflichtschultypen wird ein in der gemeindeeigenen Schulküche täglich frisch zubereitetes Mittagessen zur Verfügung gestellt. Die Schulküche hat 2018 das Gütesiegel „Gesunde Küche“ erhalten. Die sehr abwechslungsreichen Speisen werden vorwiegend mit regionalen Lebensmitteln zubereitet.
Das Angebot an mittleren Schulen besteht aus einer Fachschule für Altendienste und Pflegehilfe, einer Lehranstalt für heilpädagogische Berufe und einer Schule für Sozialbetreuungsberufe des evangelischen Diakoniewerks. Eine Landesmusikschule ergänzt das Bildungsangebot.
Die öffentliche Bücherei der Pfarre steht für alle Bürger zur Verfügung.

### Gesundheit und Soziales
Die gesundheitliche Versorgung wird von mittlerweile 28 niedergelassenen Ärzten sichergestellt, von denen der Großteil im Ärztezentrum ansässig ist. Die seit 1909 bestehende St. Gallus Apotheke sowie die Kreisapotheke verstärken das medizinische Angebot.
Für die Seniorenbetreuung bietet das evangelische Diakoniewerk zwei Altenheime mit 48 Heimplätzen. Das größte Heim, Haus Elisabeth, liegt rund 400 Meter vom Marktplatz entfernt in der Nähe der Großen Gusen. Für Menschen mit Behinderung bietet das Diakoniewerk mehrere Bildungs-, Arbeits- und Wohnplätze in Gallneukirchen an.
Die Ortsstelle des Roten Kreuzes betreut seit 1974 Gallneukirchen und die umliegenden Gemeinden. Das Rote Kreuz hat rund 300 Mitarbeiter, verfügt über vier Sanitätseinsatzwagen, einen Krankentransportwagen und stellt auch die Versorgung mit „Essen auf Rädern“ sicher. Die nächstgelegenen Krankenhäuser befinden sich in Freistadt und Linz.
Die Freiwillige Feuerwehr Gallneukirchen ist seit 1874 im Einsatz. Zurzeit verfügt die Feuerwehr über ein Kontingent von 6 Fahrzeugen und mehr als 180 Mitglieder. Die Feuerwehr befindet sich seit 2018 im neuen Feuerwehrhaus in der Hans-Zach-Straße 10.
Gallneukirchen ist Sitz einer Polizeiinspektion und eines Bezirkspolizeikommandos.

### Regelmäßige Veranstaltungen
- die GUUTE Messe: Alternierend mit Bad Leonfelden und Ottensheim findet alle drei Jahre die 'GUUTE Messe', eine regionale Wirtschaftsmesse, in Gallneukirchen statt.

Sport:
- Gallneukirchner City-Lauf: Jährlich im Juli veranstaltet der Sportverein Gallneukirchen den 'Gallneukirchner City-Lauf'.
- Gusentalcup: Der Gusentalcup veranstaltet jährlich einen Triathlon, einen Duathlon und ein Mountain-Bike Rennen.

### Sport und Freizeit
- In Gallneukirchen bestehen über 80 Vereine, die Freizeitaktivitäten in sportlicher und kultureller Hinsicht ermöglichen.
- Die Freibadanlage wurde 1992 eröffnet und ist das größte Erlebnis-Freibad der Region. Zusätzlich verfügte die Stadt bis Juli 2013 über ein Hallenbad. Dieses musste wegen akuter Einsturzgefahr der Fassade geschlossen werden.
- Sportverein Gallneukirchen (SVG): Der 1948 gegründete Sportverein Gallneukirchen (SVG) ist mit fast 2000 Mitgliedern in 15 Sektionen der größte Sportverein des Mühlviertels. Er besteht aus den Sektionen Fußball, Tennis, Ski, Judo, Schach, Behindertensport, Stocksport, Dua/Triathlon, Frauenturnen, Handball, Leichtathletik, Schwimmen, Tischtennis. Herausragender Sportler ist der Doppelolympiasieger Walter Hanl. Der Sektion Fußball entstammen unter anderem die national bekannten Spieler Karl Irndorfer und Michael Mehlem. Die Sektion Dua/Triathlon brachte einige Staats- und Europameister hervor und stellte mit Johannes Enzenhofer einen Olympiateilnehmer in Sydney. Die Fußballmannschaft spielt in der Saison 2008/09 in der Zweiten Landesliga Ost, der fünfthöchsten Spielklasse Österreichs.[29]
- Durch Gallneukirchen führt der 33 Kilometer lange Gusentalradweg, der bei St. Georgen an der Gusen in den Donauradweg mündet.

## Politik

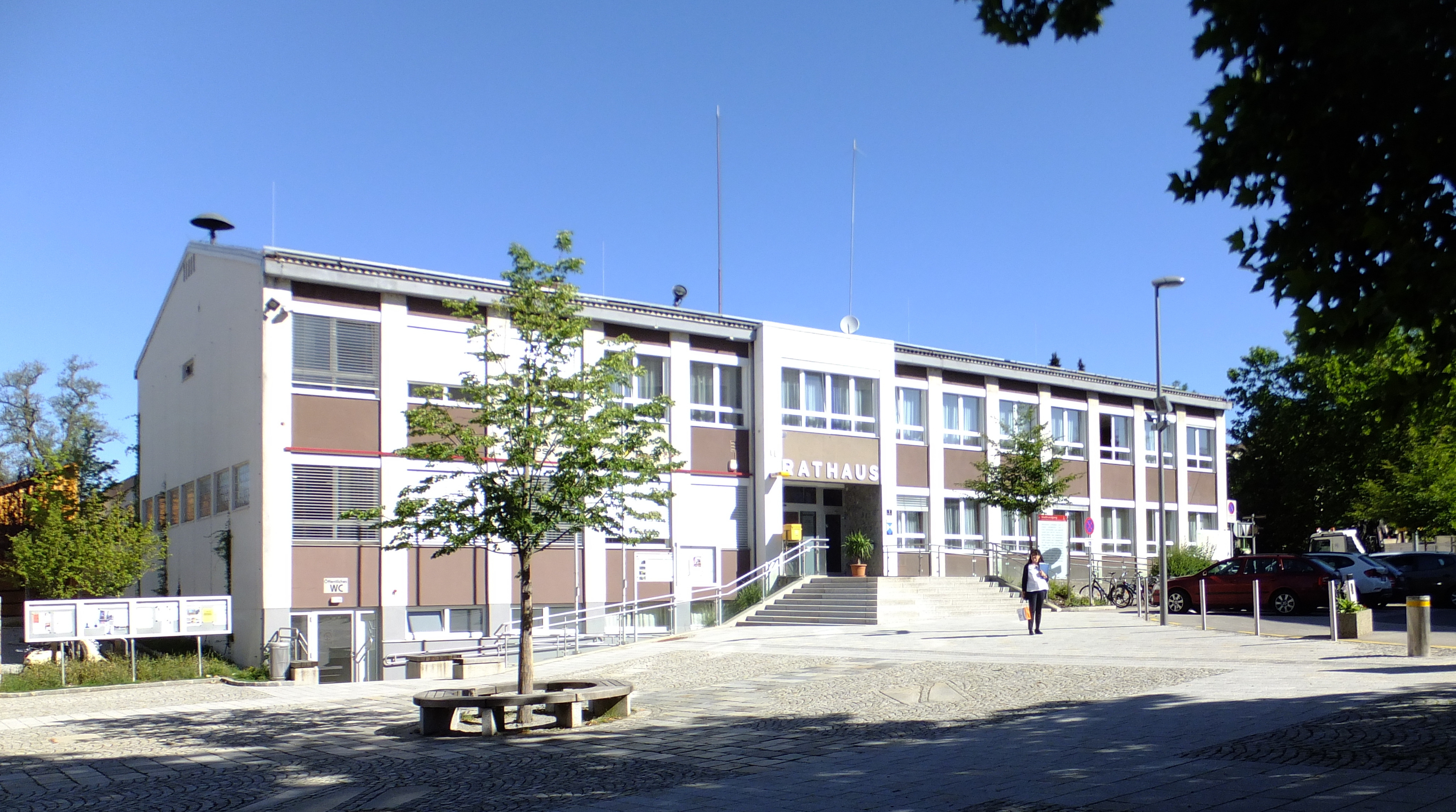
Rathaus

### Gemeinderat
Der Gemeinderat hat 31 Mitglieder.
- Mit den Gemeinderats- und Bürgermeisterwahlen in Oberösterreich 2003 hatte der Gemeinderat folgende Verteilung: 12 ÖVP, 12 SPÖ, 6 GRÜNE und 1 FPÖ.
- Mit den Gemeinderats- und Bürgermeisterwahlen in Oberösterreich 2009 hatte der Gemeinderat folgende Verteilung: 13 ÖVP, 10 SPÖ, 6 GRÜNE und 2 FPÖ.
- Mit den Gemeinderats- und Bürgermeisterwahlen in Oberösterreich 2015 hatte der Gemeinderat folgende Verteilung: 14 ÖVP, 9 SPÖ, 5 GRÜNE und 3 FPÖ.
- Mit den Gemeinderats- und Bürgermeisterwahlen in Oberösterreich 2021 hat der Gemeinderat folgende Verteilung: 12 SPÖ, 12 ÖVP, 5 GRÜNE und 2 FPÖ.[30]

Seit 1945 erreichte die ÖVP bei allen Gemeinderatswahlen die Mehrheit, bis 1997 sogar immer die absolute Mehrheit. Seither sank der Anteil der ÖVP-Wähler und betrug 2003 nur noch 38 % der Stimmen. Die SPÖ erreichte meist den zweiten Platz und pendelt seit 1945 zwischen 30 und 40 %, konnte 2021 jedoch die Mehrheit erreichen. Die FPÖ kandidiert seit 1973 und erreichte jeweils die wenigsten Stimmen. Die Grünen sind seit 1997 im Gemeinderat vertreten und wurden bei den drei Wahlen jeweils drittstärkste Partei.

### Bürgermeister
Bürgermeister seit 1850 waren:
- 1850–1854 Franz Stingeder
- 1854–1860 Joseph Ganglmayr
- 1860–1870 Ignaz Schwarz
- 1870–1873 Josef Pokorny
- 1873–1875 Johann Kronberger
- 1875–1879 Johann Wöckinger
- 1879–1885 Josef Lazelsberger
- 1885–1887 Johann Loschke
- 1887–1896 Franz Schütz
- 1896–1899 Josef Hartwagner
- 1899–1905 Eduard Buchberger
- 1905–1919 Josef Plakolm
- 1919–1931 Johann Stingeder
- 1931–1938 Johann Tikal
- 1938–1945 Friedrich Lengauer
- 1945–1946 Johann Tikal
- 1946–1973 Rudolf Köttstorfer
- 1973–1989 Emil Hilgartner
- 1989–2009 Walter Böck (ÖVP)
- 2009–2021 Gisela Anna Gabauer (ÖVP)
- 2021–2021 Helmut Hattmannsdorfer (ÖVP)
- seit 2021 Josef Wall-Strasser (SPÖ)

### Wappen
Das älteste Abbild des Wappens findet sich auf einem Siegelabdruck des Jahres 1636 mit der Umschrift: S . DES . MARCKTS . GALNEN KIRCHEN : 1510. Wahrscheinlich war das Wappen auch zuvor schon in Verwendung. Das aktuelle Wappen wurde 1949 auf Basis einer Darstellung aus dem Jahr 1750 entworfen und blieb auch im Zuge der Stadterhebung 2001 unverändert.
Blasonierung: In Schwarz eine silberne, durchgehende Mauer mit rotem Dach und schwarzem Rundbogentor; dahinter aufragend eine silberne Kirche in Seitenansicht, mit roten Dächern und goldenen Kreuzen auf dem zweimal abgesetzten Turm und den Dachgiebeln des Schiffes.

### Gemeindepartnerschaften
Die Partnergemeinde von Gallneukirchen ist seit 1992 die niedersächsische Hanse-Stadt Northeim, zu der seit 1973 Kontakte bestehen. Die Säulen der Partnerschaft sind die Zusage gegenseitiger Hilfe und die Leistung eines Beitrags zu Frieden und Freiheit in Europa. Anlässlich des fünfundzwanzigjährigen Partnerschaftsjubiläums wurde im Jahre 2017 ein Kreisverkehr an der Bundesstraße 3 auf den Namen Gallneukirchner Kreisel getauft.

## Persönlichkeiten

### Ehrenbürger der Gemeinde
- 1928: Moritz Pokorny (1870–1952), Arzt und Mitglied der OÖ Ärztekammer
- 1956: Franz Jäger, Professor, Bezirksschulinspektor und Heimatforscher
- 1958: Albert Silberhumer, Konsulent, kath. Pfarrer
- 1959: Rudolf Köttstorfer, Oberstudienrat, Bürgermeister
- 1974: Wilhelm Pokorny, Arzt und Mitglied der OÖ Ärztekammer
- 1974: Heinz Konwalinka, Arzt und Mitglied der OÖ Ärztekammer
- 1989: Emil Hilgartner, Oberstudienrat, Bürgermeister
- 1994: Hans Plakolm, Arzt und Mitglied der OÖ Ärztekammer
- 2001: Walter Hanl, Gewinner von zwei Goldmedaillen in Judo bei den Paralympics 1996 in Atlanta und 2000 in Sydney
- 2010: Walter Böck, Bürgermeister
- 2023: Gisela Gabauer, Bürgermeisterin[35]

### Söhne und Töchter der Gemeinde
- Johann Gmeiner (1904–1978), Politiker, Bürgermeister von Windischgarsten und Abgeordneter zum Landtag
- Annemarie Leitner (* 1923), Sängerin und Jodlerin
- Otto Milfait (* 28. Jänner 1926), Heimatforscher
- Joseph Gallus Rittenberg (* 24. Juni 1948), Fotograf, Bühnenbildner und Maler
- Ulrich Winkler (1961–2021), Theologe und Religionswissenschaftler
- Günter Klambauer (* 1982), Bioinformatiker und Judoka

### Personen mit Bezug zur Gemeinde
- Martin Boos (* 1762 Huttenried bei Kempten; † 1825 Sayn bei Koblenz/Rhein), von 1806 bis 1816 katholischer Pfarrer in Gallneukirchen, förderte den Protestantismus, Wegbereiter der evangelischen Diakonie der Stadt
- Ludwig Schwarz (* 1833 Melk; † 1910 Gallneukirchen), erster evangelischer Pfarrer, Gründer der evangelischen Diakonie Gallneukirchen
- Alois Dorn (* 20. Mai 1908 in Mühlheim am Inn; † 24. August 1985 in Linz), Bildender Künstler, schuf viele Kunstwerke in und um die Stadtpfarrkirche. Am örtlichen Friedhof begraben, 2009 umgebettet nach Leonding.
- Klaus Huber (* 1949 in Aigen i.M.), Redakteur, Moderator, Mundartdichter und Heimatforscher, lebt in Gallneukirchen
- Alois Stöger (* 3. September 1960 in Linz), Politiker und Bundesminister, von 1997 bis 2008 Gemeinde- bzw. Stadtrat in Gallneukirchen
- Christian Schacherreiter (* 1954), AHS-Direktor und Literaturwissenschaftler, lebt in Gallneukirchen
- Mieze Medusa (* 1975), bürgerlicher Name: Doris Mitterbacher, Autorin, Rapperin, Poetry Slammerin, wuchs in Gallneukirchen auf
- Berni Wagner (* 1991), Kabarettist, wuchs in Gallneukirchen auf